# 經驗關係
經驗關係是指依照觀察得到，沒有理論根據的關係及相關性。
經驗關係只需和實際資料符合，不需要理論的基礎。有時會找到經驗關係式的理論解釋，此時此關係式已不再只是經驗關係式。因此相關不蘊涵因果，不過有時可以找到其因果性。
在歷史上，經驗關係式的發現相當重要，是發現其理論關係的第一步。
經驗方程只是一個或多個經驗關係式用方程表示的數學式。

## 沒有理論的解析解
物理上的經驗關係是一個可預測觀測結果的數學方程，但此關係是由實驗推導而來，不是由第一原理所衍生。有時會在發現經驗關係之後，找到理論解釋其關係，此時這個關係就已不只是經驗或是實驗的結果了。
像里德伯公式可以預測氫原子譜線的波長，是在1876年提出，正確的預測來曼系的波長，但一直到尼尔斯·玻尔在1925年提出玻尔模型後才有了理論的解釋。
偶爾會將此經驗係數變成無因次量。

## 近似
有時經驗關係式只是實際解的近似，多半會等於真實解泰勒展開式的前幾項（實務上近似也可能已有相當的精確度）。有時會在以後發現經驗關係只是在特定條件下的結果，此時較廣泛的實際解簡化為較簡單的型式。有些近似（特別是現象學模型）有可能會和理論矛盾，會使用的原因是這些近似在數學上比其他理論要好控制，並且可以得到結果。